# Лариса Шепитко
Лариса Ефимовна Шепитко (на руски: Лариса Ефимовна Шепитько; на украински: Лариса Юхимівна Шепітько; * 6 януари 1938 г. в Артьомовск, Донецка област; † 2 юли 1979 г. близо до Редкино, Калининска област) е съветска филмова режисьорка и сценаристка.

## Живот и работа
Шепитко е роден през 1938 г. в източноукраинския град Артьомовск. През 1955 г. започва да учи кино в Института по кинематография „Герасимов“, първо при Александър Довженко, а след смъртта му при Михаил Чиаурели. Нейни състуденти са Андрей Тарковски и Кира Муратова. Първият късометражен филм на Шепитко е заснет през 1956 г., докато тя е още студентка. През 1963 г. тя се дипломира с дипломния филм Schwüle, разказващ за конфликт между идеалистичен млад селски работник и строгия лидер на неговия колектив в киргизката степ. До ранната си смърт тя завършва още пет игрални филма между 1966 и 1977 г. След падането на Никита Хрушчов и края на Размразяването, няколко нейни филма са цензурирани от съветските власти: Крила първоначално е показван в няколко кина и по-късно забранен; филмът Началото на един непознат век, в който тя режисира роля, не е показан до двадесет години след производството му; Вие и аз са редактирани от властите, за да може филмът да бъде показан на Международния филмов фестивал във Венеция. Последният ѝ филм, Издигнете се, обаче е пуснат без никакви оплаквания, въпреки многократния тормоз по време на продукцията, защото Пьотр Машеров – който, подобно на героите на филма, се е бил като партизанин в Беларус – е дълбоко развълнуван от филма и подчертава важността му за цензурата. Творбите ѝ се отличават с необичайна творческа поетичност и философска дълбочина.
Последният ѝ завършен филм, Възкачване, печели Златна мечка на Международния филмов фестивал в Берлин през 1977 г., което я прави втората жена, получила наградата. Тя също посмъртно получава Държавната награда на СССР за филма. В анкета на Би Би Си анкетираните експерти гласуват филма за 11-ти сред най-добрите филми, режисирани от жени през 2018 г.; В проучването за 2022 г., проведено от британското филмово списание Sight & Sound, анкетираните 480 режисьори го класират на 72-ро място от 100-те най-добри филма. Освен работата си като режисьор, Шепитко се изявява и като актриса в киното и театъра в Киев.
От 1965 г. Лариса Шепитко е омъжена за режисьора Елем Климов. През 1979 г., на 41-годишна възраст, тя загива в автомобилна катастрофа, докато снима филма си Сбогом на Матьора. Филмът е окончателно завършен от Елем Климов през 1982 г. Още през 1980 г. Климов посвещава филмов портрет на починалата си съпруга с документалния филм „Лариса“.